# 康瑟尔布拉夫斯 (艾奥瓦州)
康瑟尔布拉夫斯位於美国艾奥瓦州西南部密苏里河畔，是波特瓦特米县的县治所在，面积102.7平方公里。根据美国2000年人口普查，共有58,268人，其中白人占94.76%、非裔美国人占1.05%。

## 姐妹城市
- 俄羅斯托博爾斯克